# Hydrotaea calcarata
Hydrotaea calcarata este o specie de muște din genul Hydrotaea, familia Muscidae, descrisă de Friedrich Hermann Loew în anul 1858. Conform Catalogue of Life specia Hydrotaea calcarata nu are subspecii cunoscute.